# 남서울중학교
남서울중학교(南서울中學校)는 대한민국 서울특별시 관악구 신림동에 있는 공립 중학교이다.

## 학교 연혁
- 1964년 11월 12일 : 신용산중학교 설립 인가
- 1965년 2월 15일 : 초대 용산공업고등학교 배봉수 교장 겸임
- 1965년 3월 5일 : 제1학년 6학급 인가 개교
- 1968년 2월 29일 : 제1회 졸업 (359명)
- 1978년 9월 1일 : 남서울중학교로 교명 변경
- 1978년 9월 15일 : 관악구 신림동 신축교사로 이전
- 2019년 3월 1일 : 제21대 박영식 교장 취임
- 2022년 12월 30일 : 제56회 졸업 (남 49명, 여 52명 계 101명) (총 졸업생 수 34,074명)
- 2023년 3월 2일 : 신입생 입학 (남 53명, 여 45명 계 98명)

## 참고 자료
- 남서울중학교 - 한국교육학술정보원 학교알리미